# 南头街道
南头街道是中华人民共和国广东省深圳市南山区下辖的一个街道，位于南山区的中西部，名称取自街道内的古迹——南头古城，是中共南山区委和南山区政府所在地。

## 地理
南头街道东起南海大道；西临前海湾、南头检查站，与宝安区新安街道毗邻；南至学府路；北抵广深高速公路与西丽街道相接。
辖区总面积20平方公里。2012年末，街道下辖南头城、田厦、大新、大汪山、前海、红花园、南联、马家龙、莲城、星海名城、同乐、安乐12个社区居委会，设有12个社区工作站；辖区常住人口223,922人，其中户籍人口96,071人、流动人口148,084人。

## 行政区划
现辖：
南头城社区、大新社区、大汪山社区、红花园社区、马家龙社区、南联社区、星海名城社区、安乐社区、同乐社区、田厦社区、莲城社区和前海社区。

## 經濟
南頭街道主要住宅區居多，有少量公司總部大樓。

## 景點
- 中山公園
- 南头检查站